# Corridor de Vasari
Le corridor de Vasari (en italien : Corridoio Vasariano) est le passage protégé, couvert et surélevé qu'empruntaient les Médicis entre le palazzo Vecchio et le palais Pitti, qui traverse l'Arno au-dessus du Ponte Vecchio, à Florence. Il a été fermé au public entre 2016 et 2024,,.

## Histoire

### Construction
Le Corridor est construit en seulement neuf mois à la demande du duc Cosme Ier de Toscane, duc de Florence et membre de la maison de Médicis, en 1565, conçu par l'architecte Giorgio Vasari, qui a déjà commencé le chantier de construction de la galerie des Offices. L'œuvre est commandée à l'occasion du mariage du fils du grand-duc François Ier de Médicis avec l'archiduchesse Jeanne d'Autriche.
L'idée de la voie surélevée est née pour donner aux grands-ducs la possibilité de se déplacer librement et sans danger depuis leur résidence jusqu'au palais du gouvernement, compte tenu du soutien encore incertain de la population envers le nouveau duc et du nouveau système de gouvernement qui a aboli la république de Florence, alors que les corps républicains ne sont plus que symboliques depuis près d'un siècle. Le passage présente également un système relativement plus rapide que la voiture, qui à l'époque devait nécessairement passer par le pont Santa Trinita, car la zone du Mercato Vecchio qui s'étendait jusqu'à la via Por Santa Maria et le Ponte Vecchio lui-même est impraticable. Il permet à la riche et puissante famille Médicis de se prémunir contre des tentatives d'attentats en évitant de descendre dans la rue et ainsi pouvoir traverser sans escorte le fleuve Arno par le Ponte Vecchio. Le couloir est construit avec une extrême rapidité : le chantier commence le 12 mars 1565, les travaux sont achevés le 17 décembre de la même année, à l'exception du montage des agencements qui sont mis en service en décembre 1568.
Le marché aux viandes et aux poissons qui avait lieu sur le Ponte Vecchio est déplacé pour éviter les mauvaises odeurs lors du passage du grand-duc et les boutiques d'orfèvrerie, qui occupent encore aujourd'hui le pont, sont installées à sa place.
Vasari ne rencontre des problèmes que pour traverser la Torre de' Mannelli, à l'extrémité du Ponte Vecchio, en raison de l'opposition acharnée de la famille propriétaire ; c'est pour cette raison qu'il doit la contourner à l'aide d'un système de corbeaux.
Les Médicis peuvent admirer, à l'intérieur, sur une longueur de 1 000 m, une galerie d'art qui comptait plus de 200 autoportraits, commencée par le collectionniste Léopold de Médicis. L'inauguration a lieu à l'occasion du mariage de François Ier de Médicis et de Jeanne d'Autriche. De ses nombreuses fenêtres, ils peuvent, aussi, admirer les monuments, les rues et les collines avoisinantes.

### Restaurations duXIXesiècle
La loggia sur le Lungarno degli Archibusieri était à l'origine ouverte (comme on peut le voir encore aujourd'hui), mais dès 1572, elle est occupée par des magasins, qui se développent ensuite sur des avancées au bord de la rivière, avec des méthodes tout à fait similaires à celles des commerces du Ponte Vecchio. Ces surplombs sont endommagés à la suite de la crue de 1864, obligeant à renforcer le mur et les accotements, libérant la loggia de ses locataires.

### XXesiècle
En 1938, trois fenêtres panoramiques sont ouvertes au centre du Corridor de Vasari par Benito Mussolini à l'occasion de la visite officielle d'Adolf Hitler en mai de la même année, visant à resserrer l'axe Rome-Berlin-Tokyo. On dit que la vue plut beaucoup au Führer et aux dirigeants nazis qui purent en profiter ; c'est peut-être la raison possible qui a sauvé le pont de la destruction par les mines posées par l'armée allemande lors de sa retraite en août 1944, contrairement au sort de tous les autres ponts de la ville, qui campa dans la partie sud de l'Arno et empêcha les contacts : quelques courageux partisans florentins réussirent cependant à établir une connexion, en posant un fil électrique qui reliait deux téléphones portables. Sa largeur limitée ne pouvait toutefois permettre le passage aux chars alliés. Comme le rappelle une plaque apposée sur le pont en 2007, la décision de sauver le pont a été attribuée au consul allemand à Florence Gerhard Wolf. Comme immortalisé dans un épisode du film Païsa de Roberto Rossellini, le passage sur le couloir Vasari, à la fin de la Seconde Guerre mondiale, est le seul point de passage nord-sud de la ville, où les protagonistes passent incognito, venant d'une Galerie des Offices vandalisée, pleine de statues antiques emballées.
Ses abords sont néanmoins endommagés, comme la zone de la via Por Santa Maria, la via Guicciardini et du Borgo San Jacopo, qui sont reconstruits dans les années 1950. Le reste du couloir est gravement endommagé par les bombes et est restauré, en partie reconstruit de toutes pièces (comme la partie qui traverse la Via de' Bardi) et restitué à la ville en avril 1973, vingt-sept ans après la fin du la guerre, délai dû certes à un chantier complexe, mais néanmoins difficile à justifier en termes de délai si on le compare aux seulement neuf mois qui au XVIe siècle permirent d'achever l'ensemble des travaux. Par exemple, le viaduc de la via de' Bardi est reconstruit sous la direction de la Surintendance des Monuments ; le chantier est fermé en 1950 : pour permettre l'élargissement de la chaussée, il a été décidé d'élargir la portée de l'arc de quatre mètres par rapport à la taille originale. L'utilisation de mortier de ciment à prise rapide conduit à l'apparition rapide de fissures, qui nécessitent une intervention de consolidation réalisée en 1971 sous la direction de l'architecte Nello Bemporad.

### XXIesiècle
Actuellement, le couloir dépend de la Galerie des Offices, qui est également responsable de la collection d'autoportraits et des importantes collections de peintures des XVIIe et XVIIIe siècles qui y sont exposées. 
Le couloir a été fermé aux visites entre 2016 en raison du réaménagement et de l'adaptation des salles.

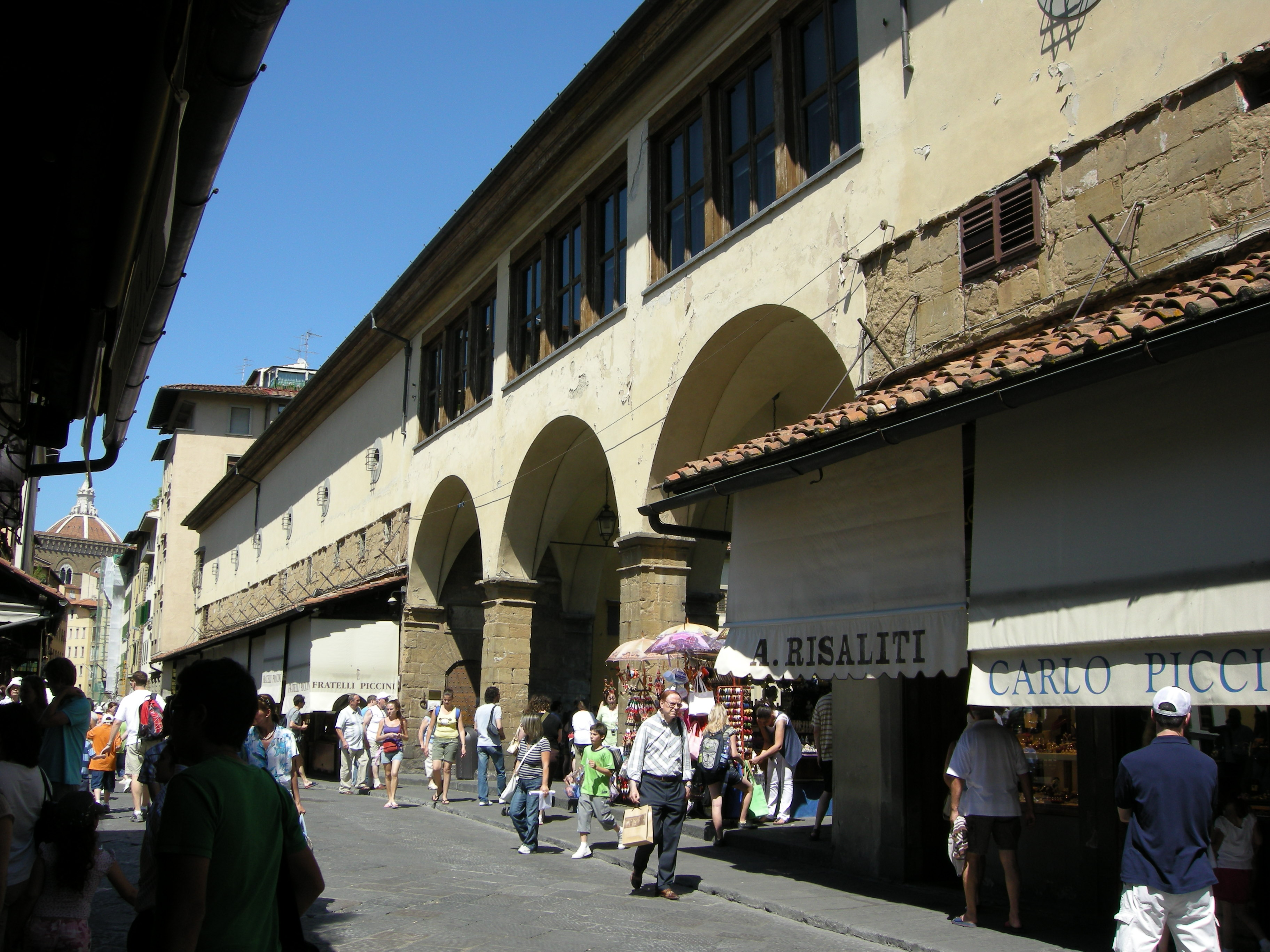
Les trois baies panoramiques aménagées dans le Corridor en 1939
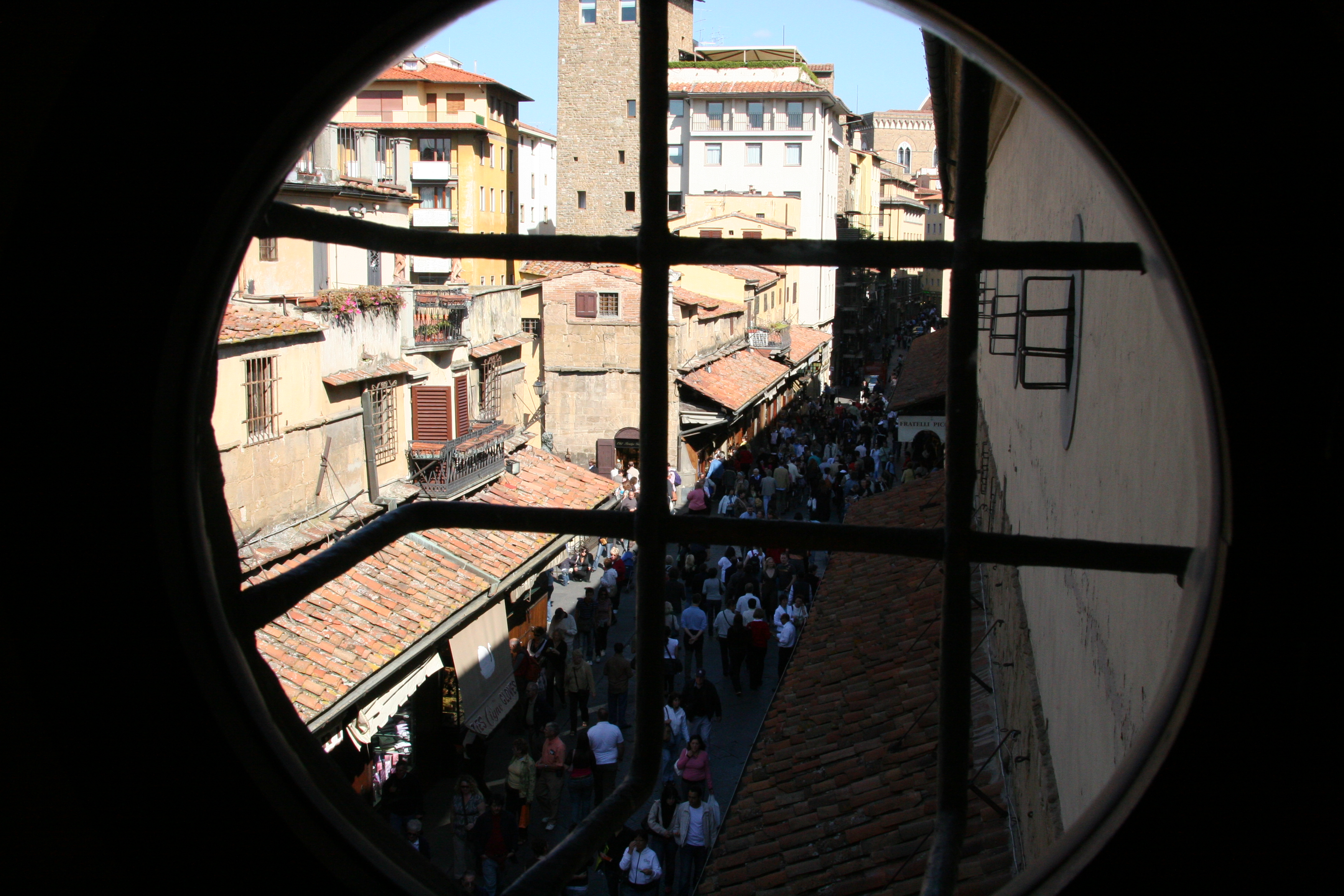
Passage au-dessus du Ponte Vecchio, vu d'une fenêtre
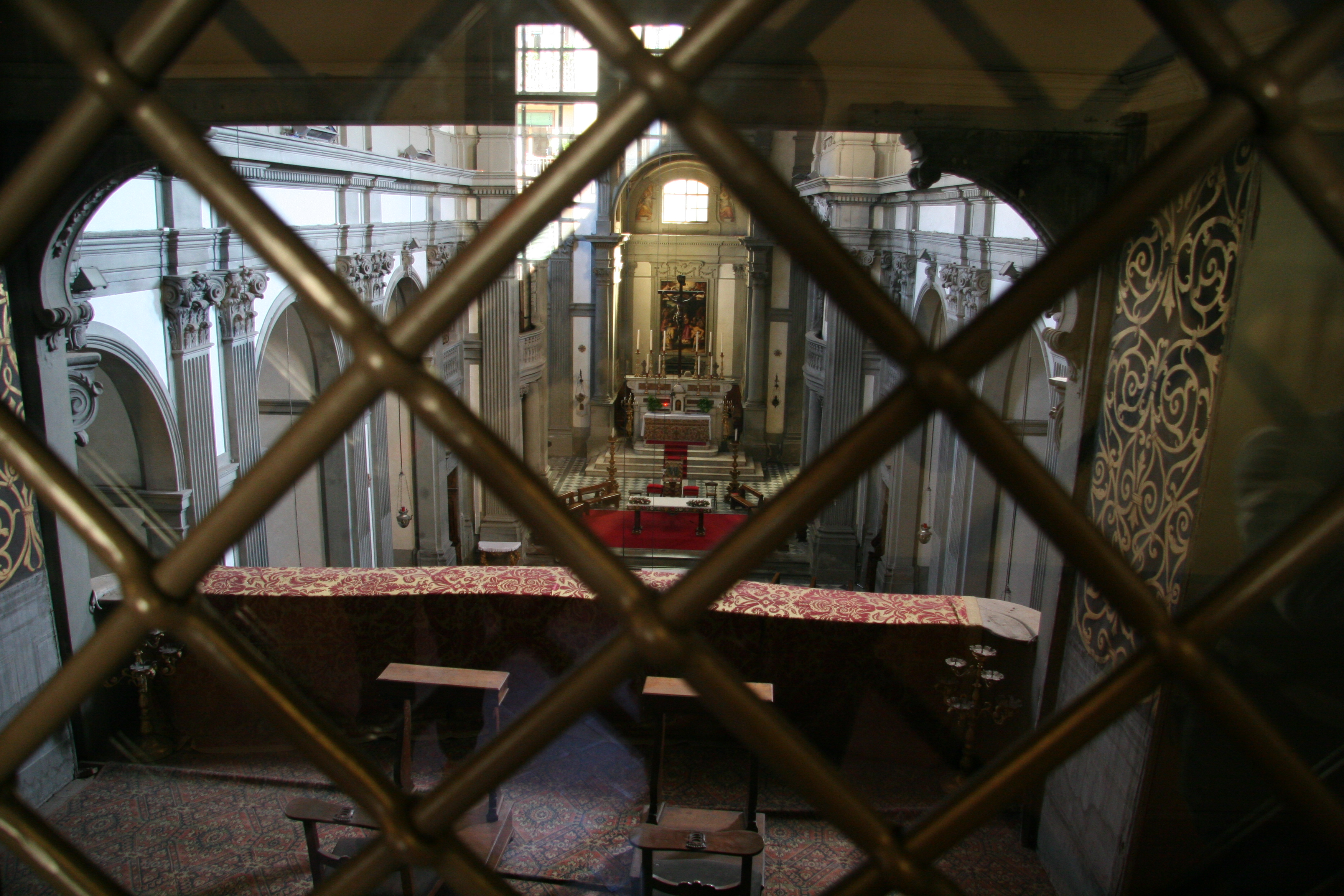
Vue sur la loge de Santa Felicita, depuis le corridor

## Description

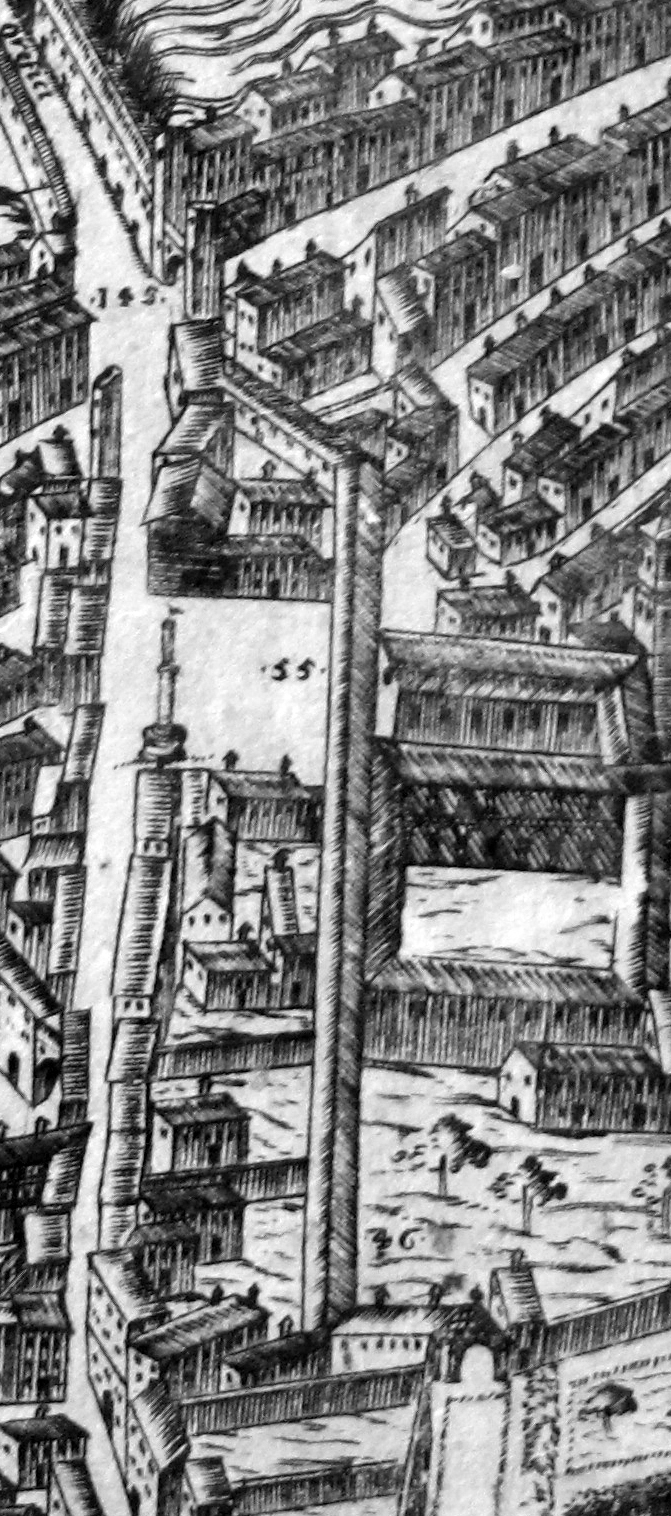
Le Corridor, sur le plan de Buonsignori (1594)

Le Corridor, du début au Palazzo Vecchio jusqu'à son extrémité au palais Pitti, mesure environ 760 mètres. La matrice typologique de l'œuvre est d'origine romaine et doit être mise en relation avec les séjours répétés de Vasari à Rome : la hauteur des pylônes et l'étroite concaténation des arcs en plein cintre dans le tronçon du Lungarno degli Archibusieri trouvent en particulier une référence à les anciens aqueducs, tout comme l'absence d'ordres et la simplicité raffinée, qui sont également typiques d'une architecture résolument tournée vers l'utile et le fonctionnel, tout en étant adaptée à la tradition florentine.
Cette simplification linguistique volontaire correspond à une pauvreté des matériaux employés : les saillies des bandes horizontales et verticales sont en brique commune, les briques étant montées sur de petites saillies progressives ; la pierre est réservée aux encadrements de fenêtres, rondes comme des oculi vers la ville, rectangulaires vers le fleuve. Les matériaux sont tous réutilisés ou trouvés dans la plaine florentine, à proximité de la capitale, où est en vigueur le système féodal du commandate, c'est-à-dire du travail obligatoire. Les briques brisées et aiguisées, les briques et tuiles Campigiane proviennent des fours de Campi Bisenzio, Sesto Fiorentino et Lastra a Signa ; les galets, largement utilisés dans la maçonnerie qui s'élève au-dessus des boutiques du Ponte Vecchio, sont extraits de l'Arno ; la pietra serena des fenêtres provient de Fiesole ; les pierres et les colonnes de la Loggia del Pesce, construite le long de la rivière à peine six ans plus tôt et démolie pour faire place au Corridor, sont réutilisées dans le nouveau bâtiment.
Le couloir prend son origine dans les appartements d Éléonore de Tolède, près de la chapelle Bronzino, au deuxième étage du Palazzo Vecchio ; il traverse la via della Ninna avec un petit passage supérieur, passe par-dessus le toit de l'église San Pier Scheraggio et pénètre au dernier étage de la Galerie des Offices ; il se poursuit à l'intérieur du musée des Offices, dans les galeries qui étaient à l'origine une loggia ouverte ; une fois dans le couloir ouest, un escalier descend jusqu'au niveau du viaduc du Lungarno degli Archibusieri. Il longe ensuite l'Arno, soutenu par un portique voûté soutenu par de robustes piliers en maçonnerie. Au niveau de la rue, les différentes travées du portique sont reliées entre elles au moyen de petits arcs, de manière à constituer une galerie.
Un bouclier avec les armes ducales Médicis de Cosme Ier avec le collier de l'ordre de la Toison d'or, une reproduction moderne de l'original détruit par les éléments, se trouve au coin surplombant le Ponte Vecchio.
Le Corridor continue en traversant l'Arno au-dessus des boutiques du Ponte Vecchio, avec au centre du pont une série de grandes fenêtres panoramiques sur l'Arno en direction du pont Santa Trinita, très différentes des petits et discrets hublots Renaissance : ce sont les ouvertures créées en 1938 pour la visite d'Adolf Hitler à Florence.
Le Corridor contourne ensuite la tour Mannelli avec un surplomb sur corbeaux, traverse la Via de' Bardi par un arc et passe au-dessus de la loggia de la façade de l'église Santa Felicita de Florence, avec un balcon protégé des regards par un lourd portail, qui donne directement sur l'église afin que les membres de la famille grand-ducale puissent assister à la messe sans se déplacer parmi le peuple. Le long de la Via Guicciardini, il passe derrière les bâtiments et le long du potager Guicciardini, arrivant dans le jardin de Boboli près de la grotte de Buontalenti et entrant enfin dans le palais Pitti au niveau de l'actuel Rondo di Bacco.

## Les étapes à travers la ville et la traversée de l'Arno
Partant de la chambre verte de l'appartement d'Eléanore, près de la Salle des Cartes géographiques (Guardaroba), du Palazzo Vecchio, il parcourt la Galerie des Offices (Uffizi), rejoint le quai longeant l'Arno et le traverse en surmontant une des rangées des maisons construites sur le pont. Puis il contourne par un encorbellement la maison-tour toscane des Mannelli, qui s'opposèrent à la traversée de leur maison et passe, Piazza Santa Felicita, au-dessus du portique de l'église, permettant à Cosme d'assister à la messe sans être vu. Il rejoint enfin le jardin de Boboli au Palais Pitti.

### Le parcours

Depuis le Palazzo Vecchio et les Offices.
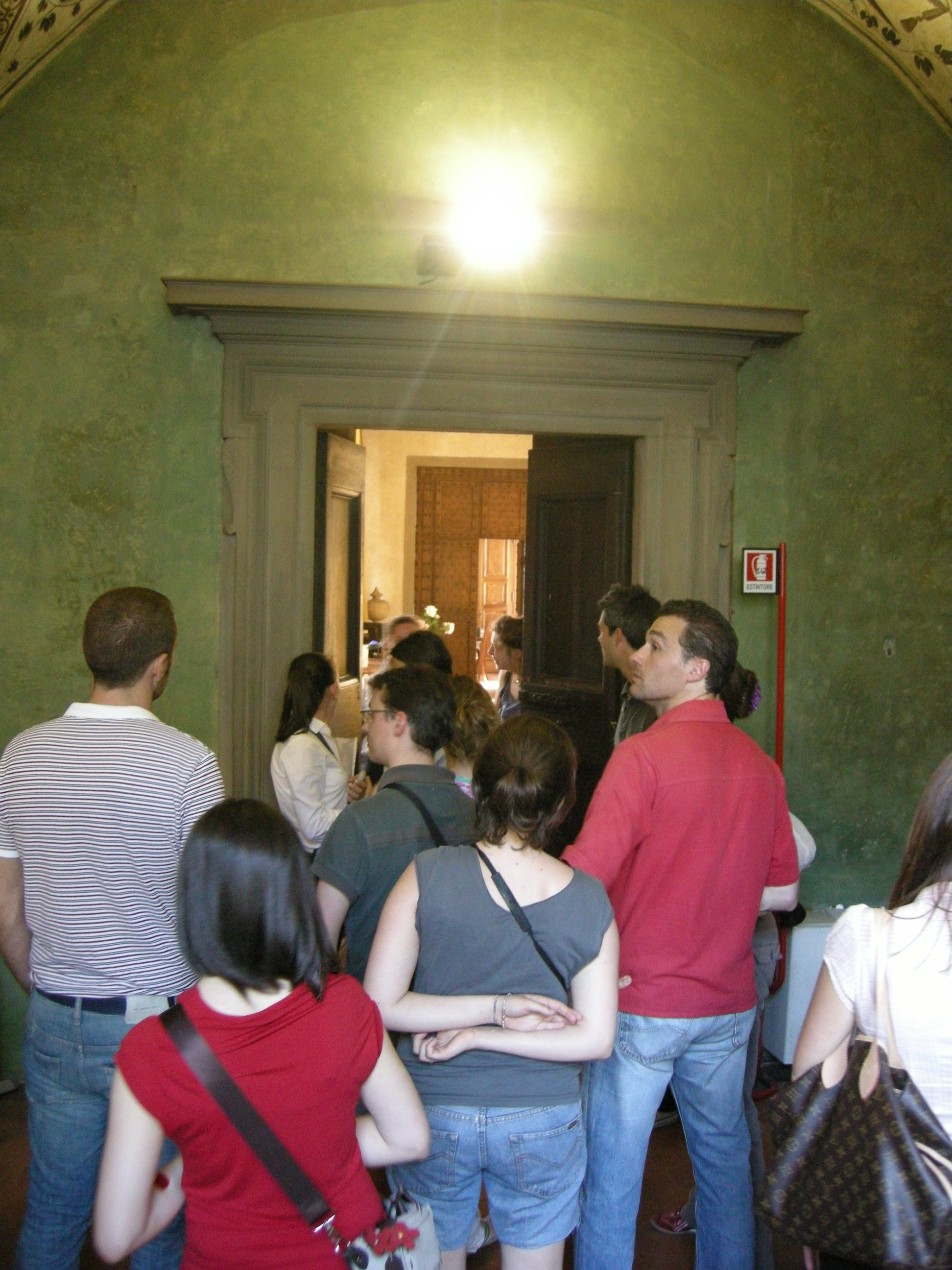
Départ depuis le Palazzo Vecchio.
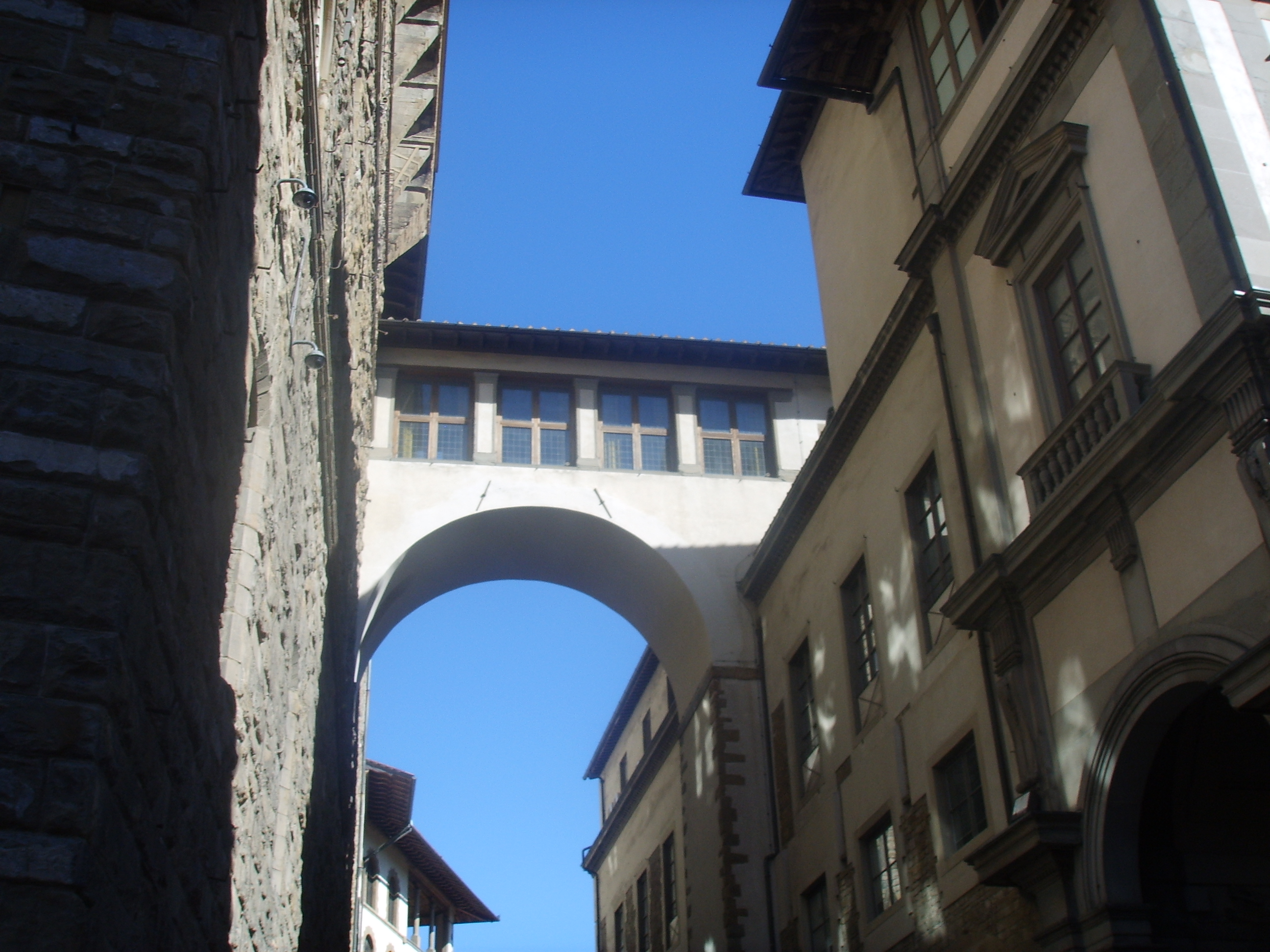
Passerelle entre le Palazzo Vecchio et les Offices.
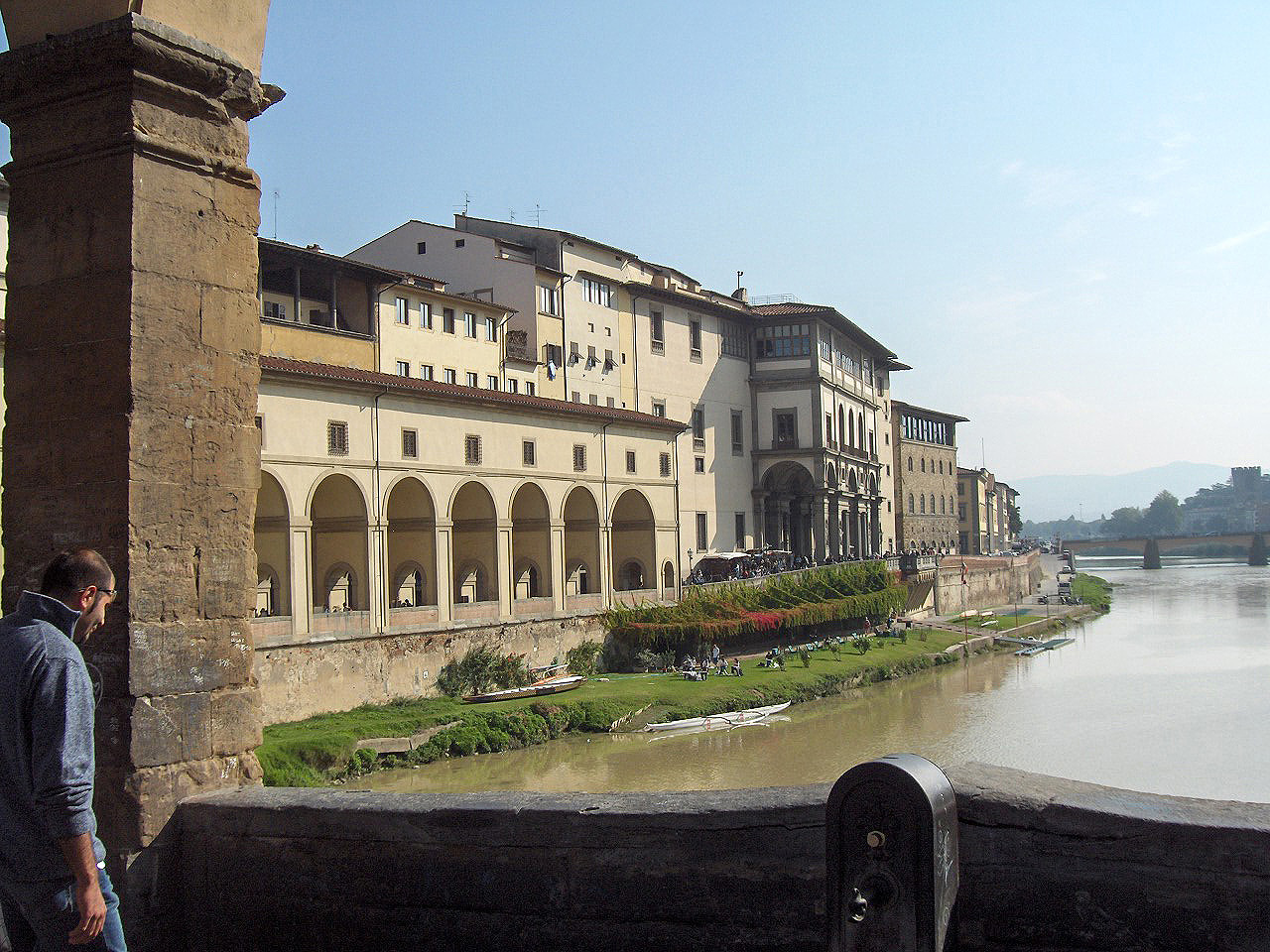
Passage entre les Offices et le quai.
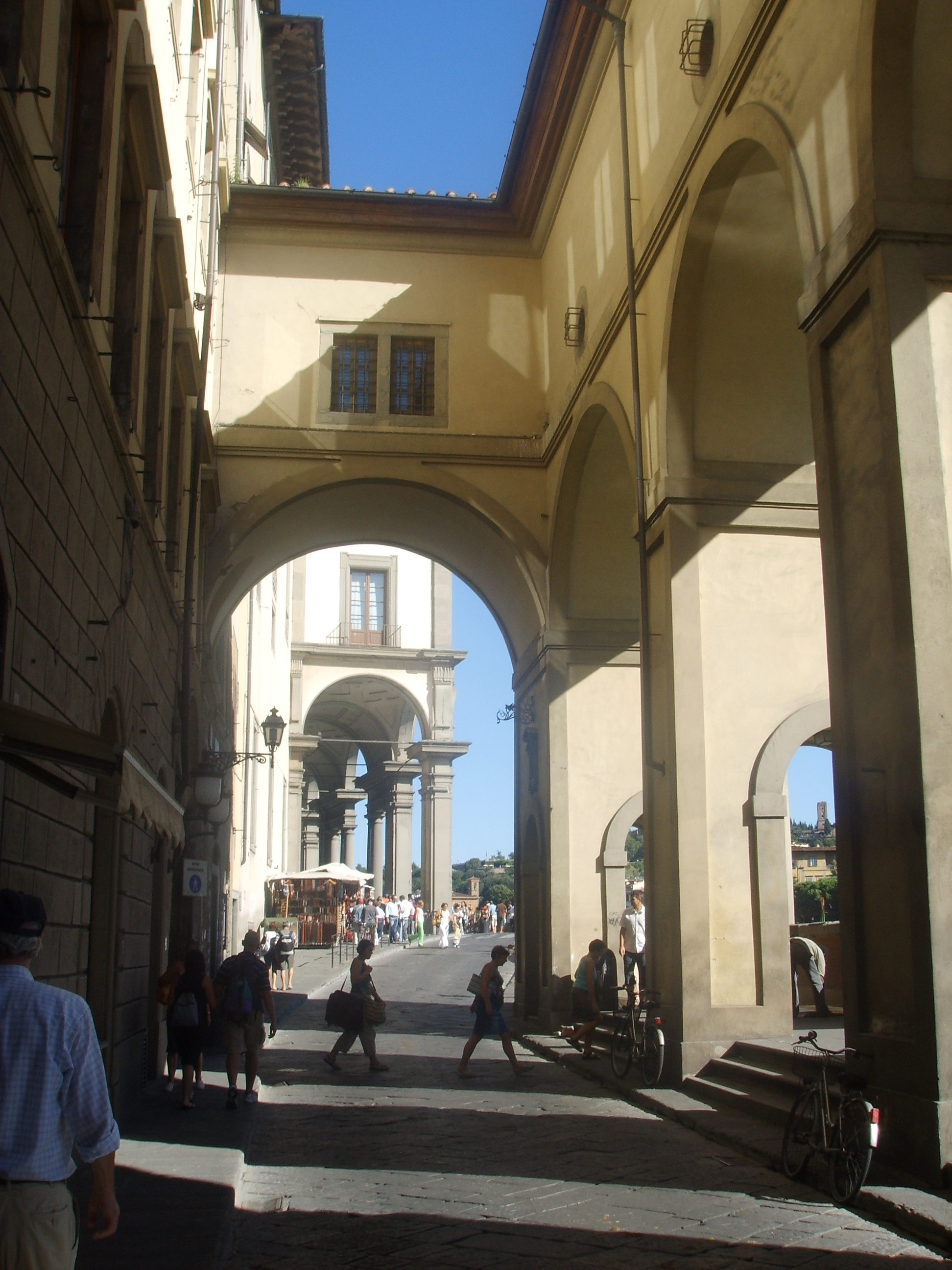
Passage entre les Offices et le quai.
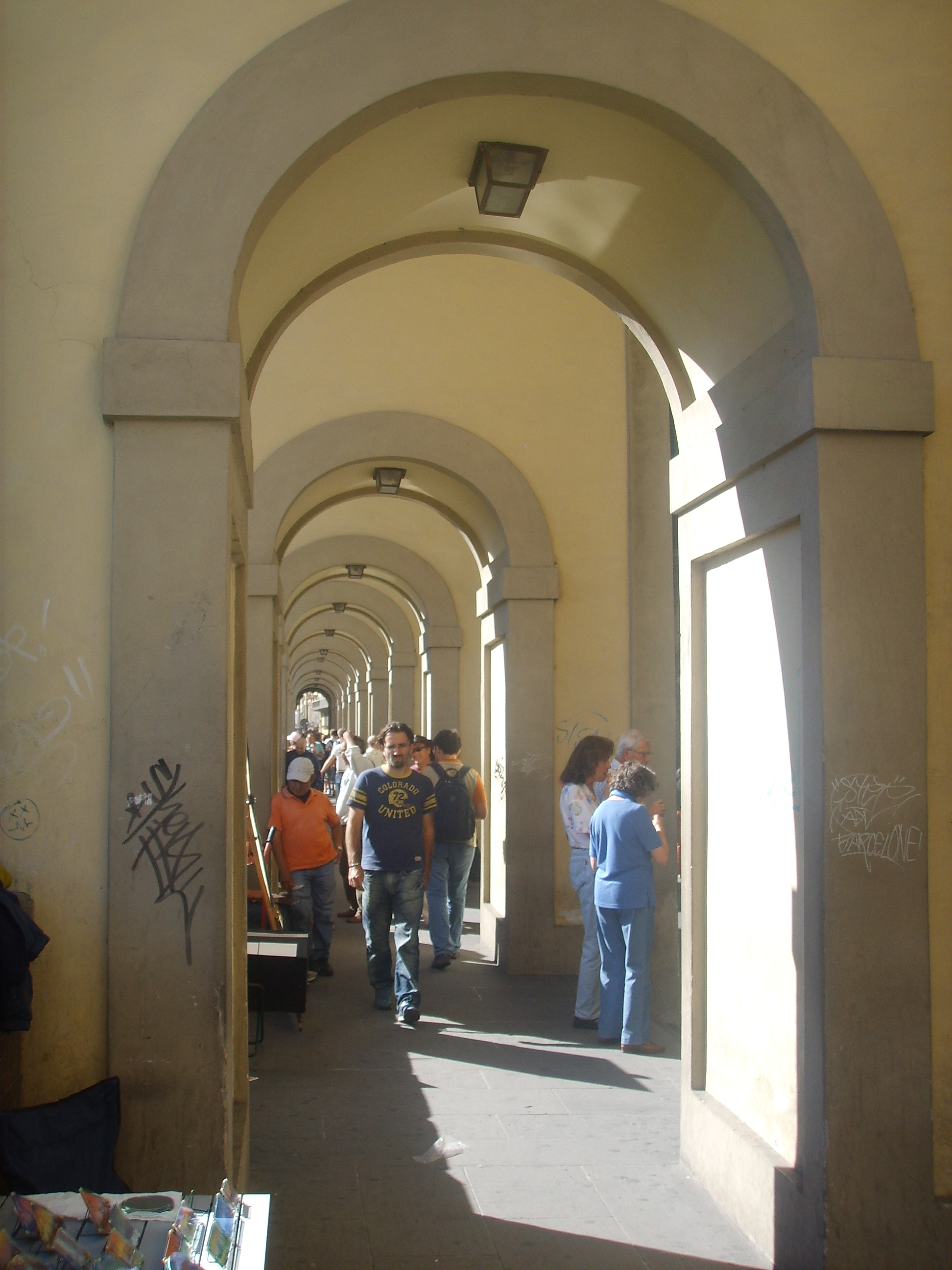
Voûtes sous le corridor.

Vers le Ponte Vecchio.
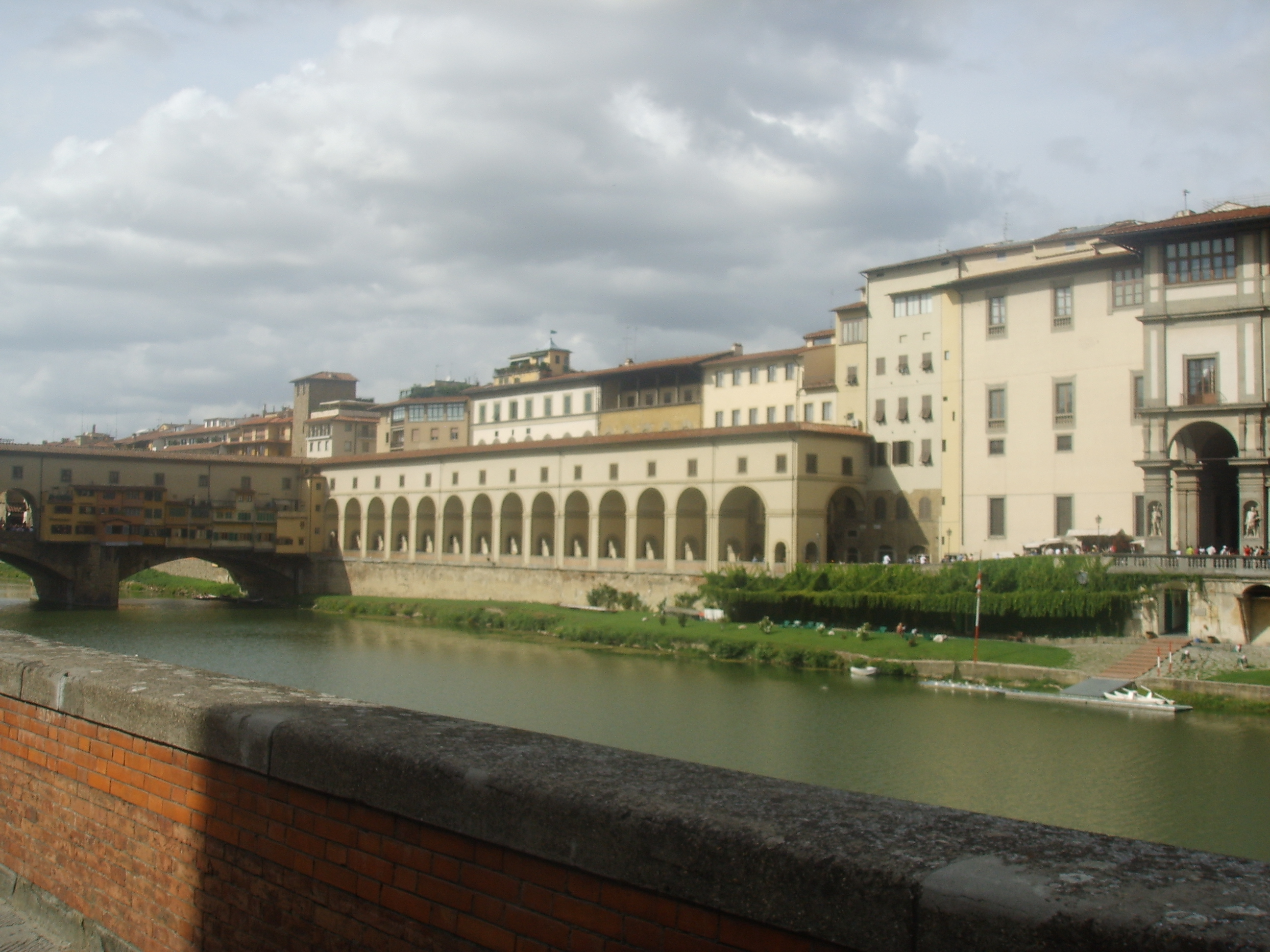
Le long de l'Arno, entre les Offices et le Ponte Vecchio.
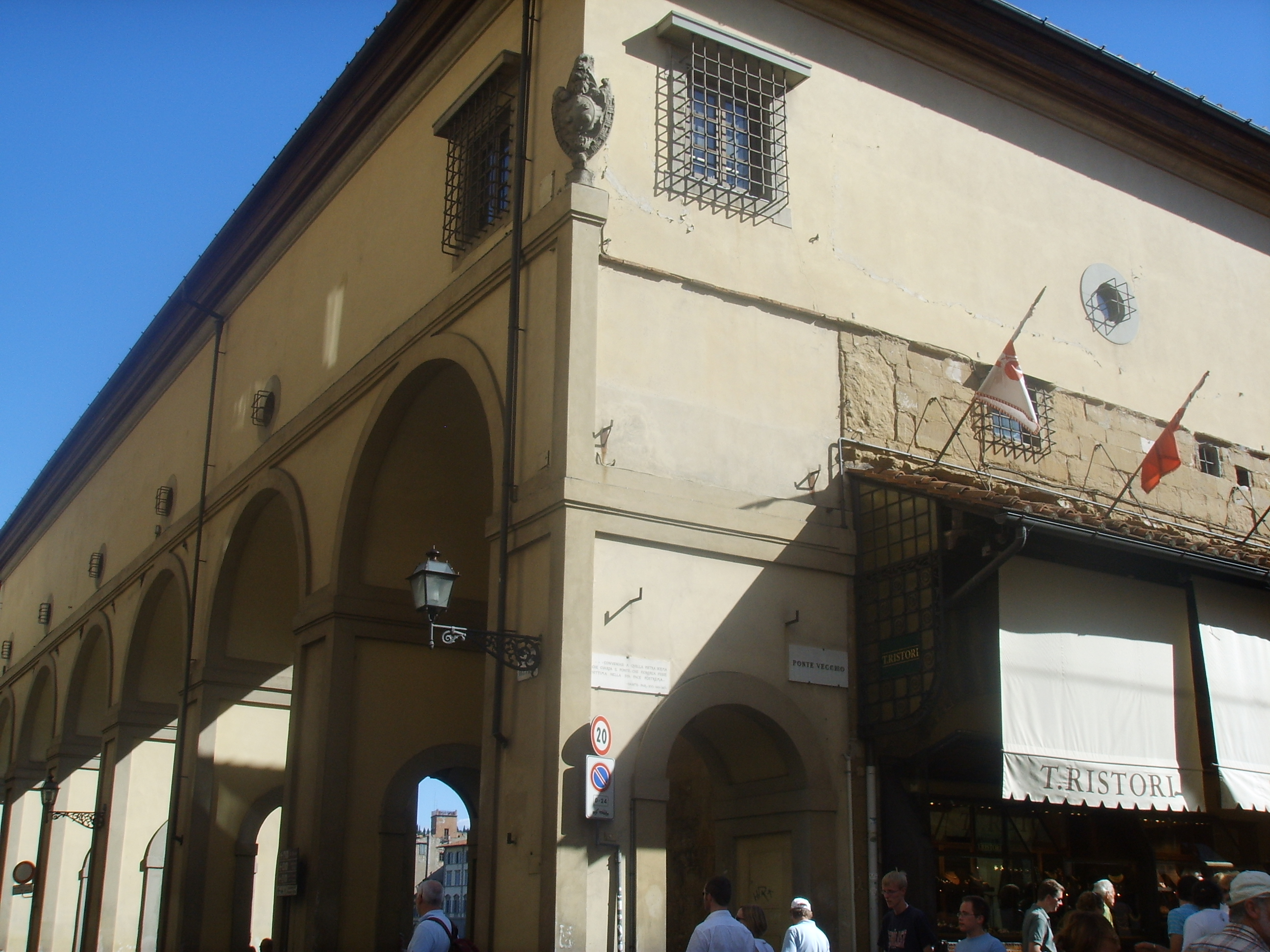
Tournant vers le Ponte Vecchio.
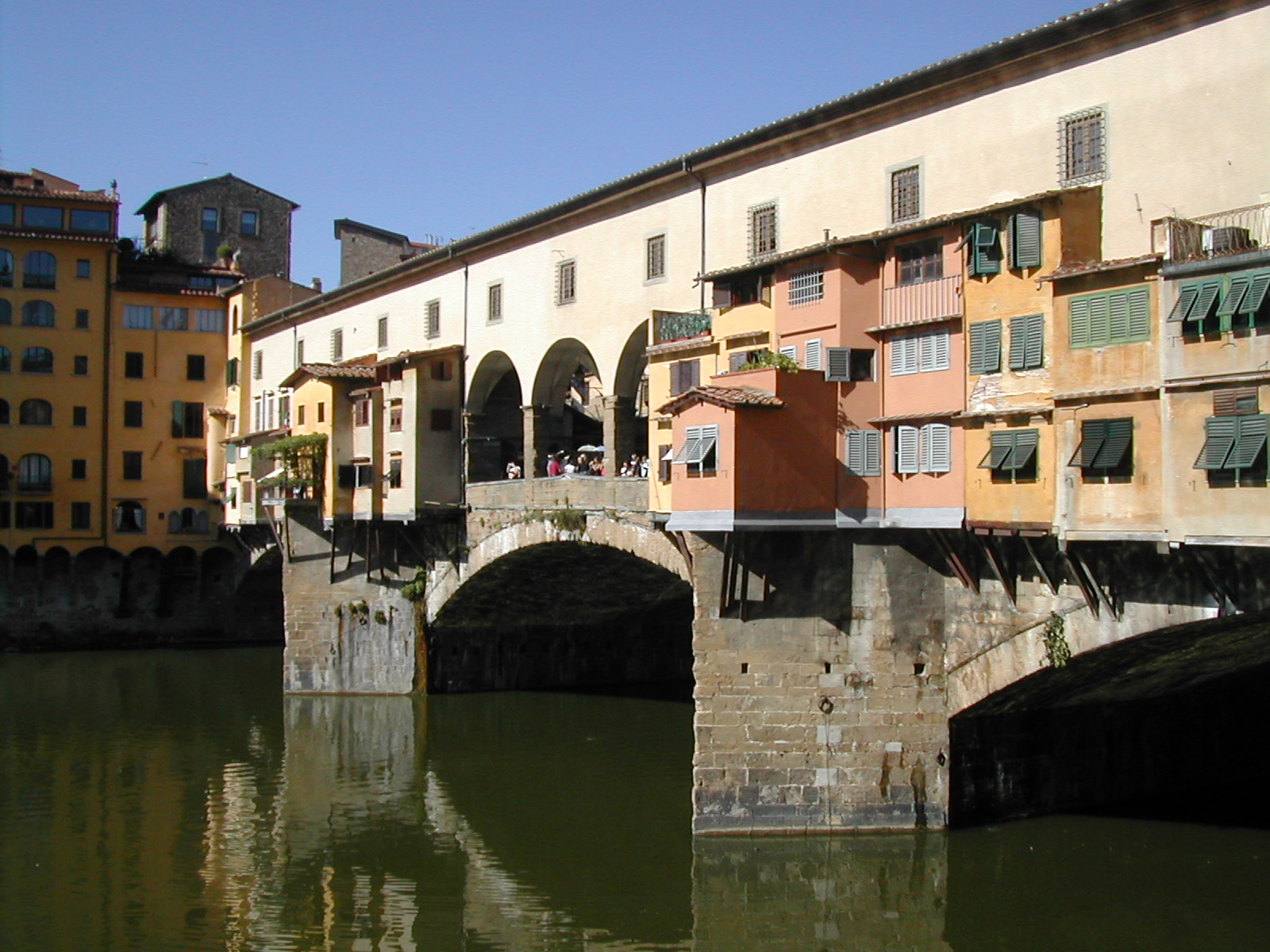
Passage au-dessus des boutiques.
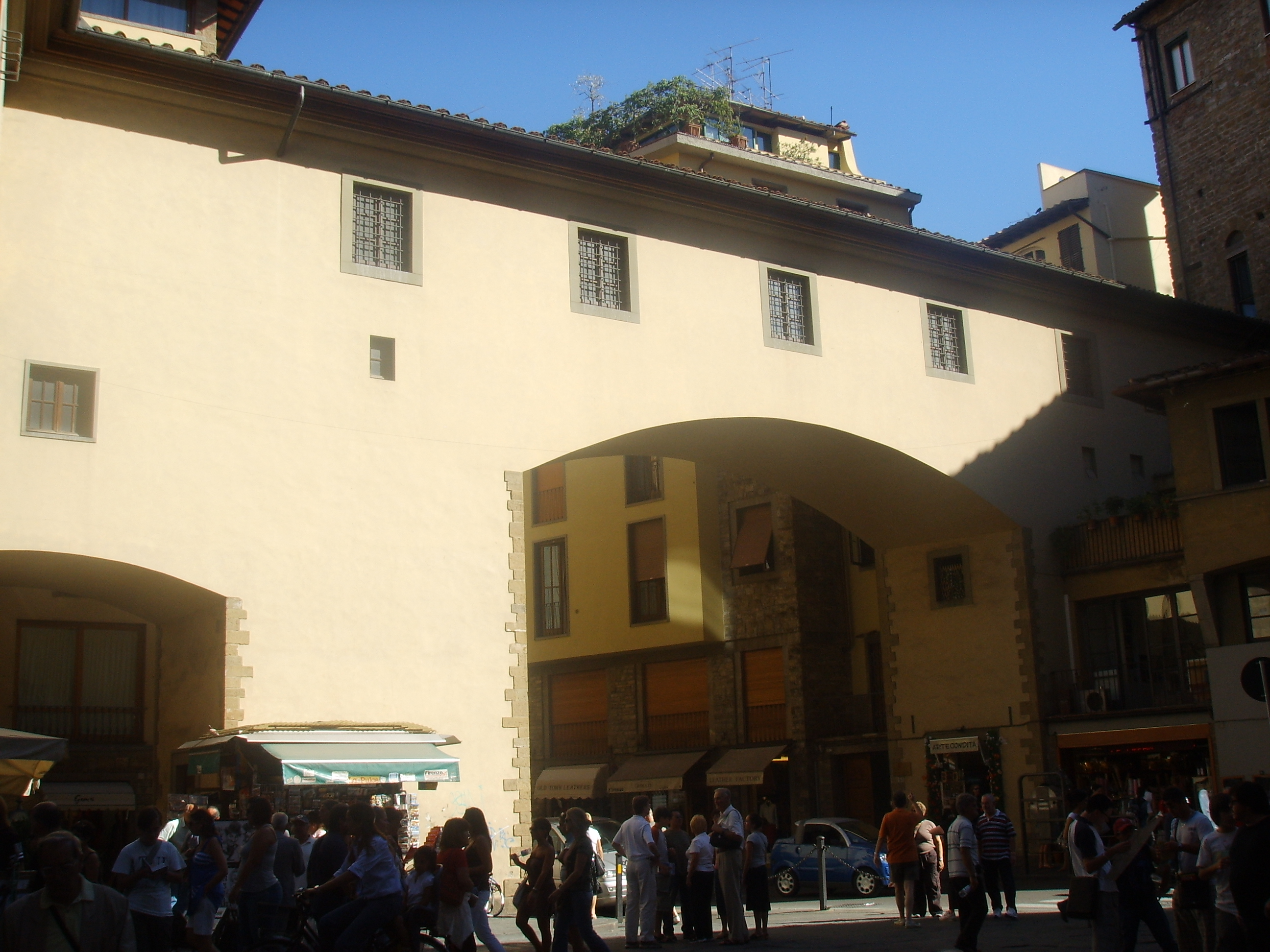
Arche au-delà du Ponte Vecchio.

Dans l'Oltrano
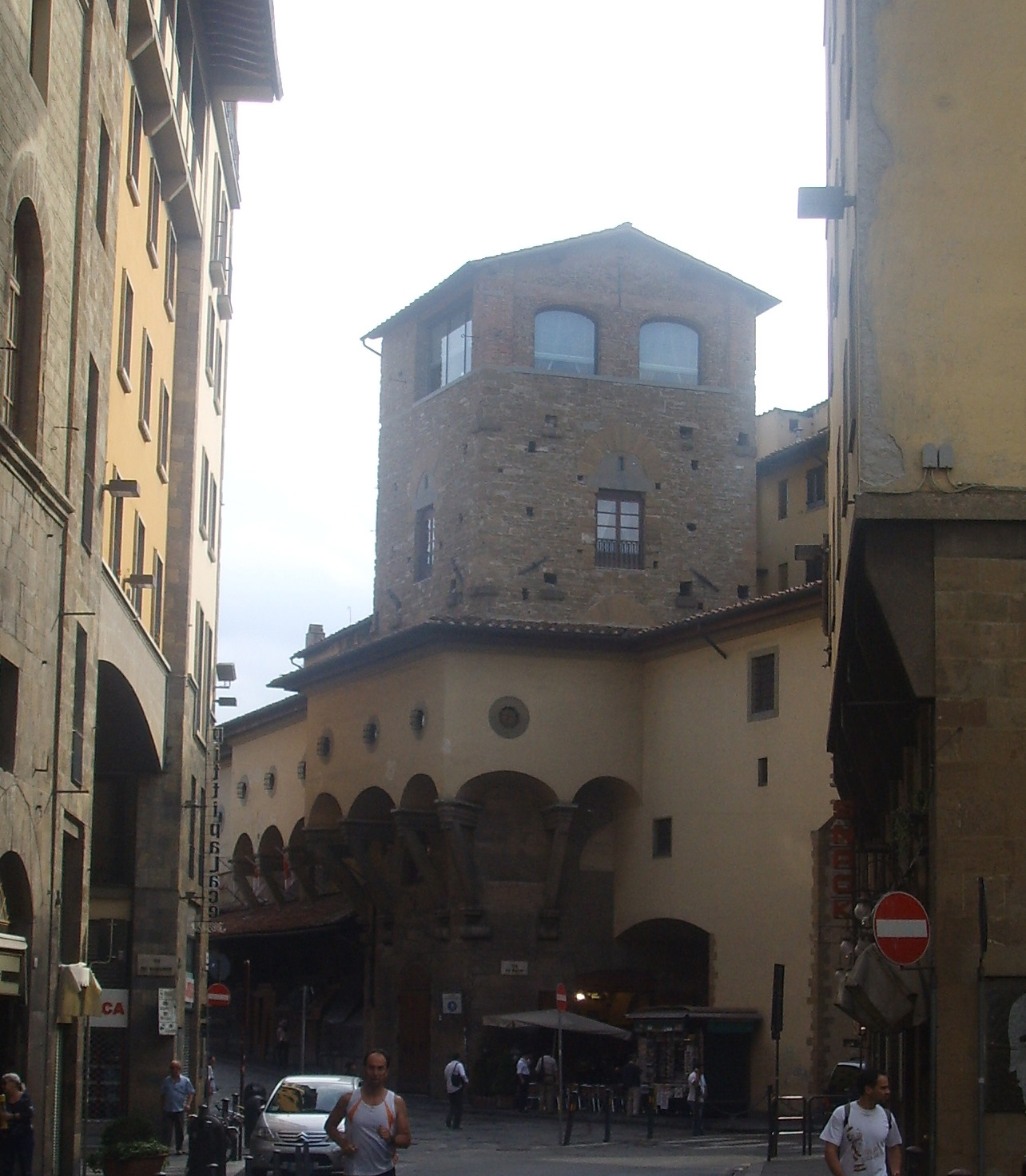
Contournement de la maison-tour des Mannelli.
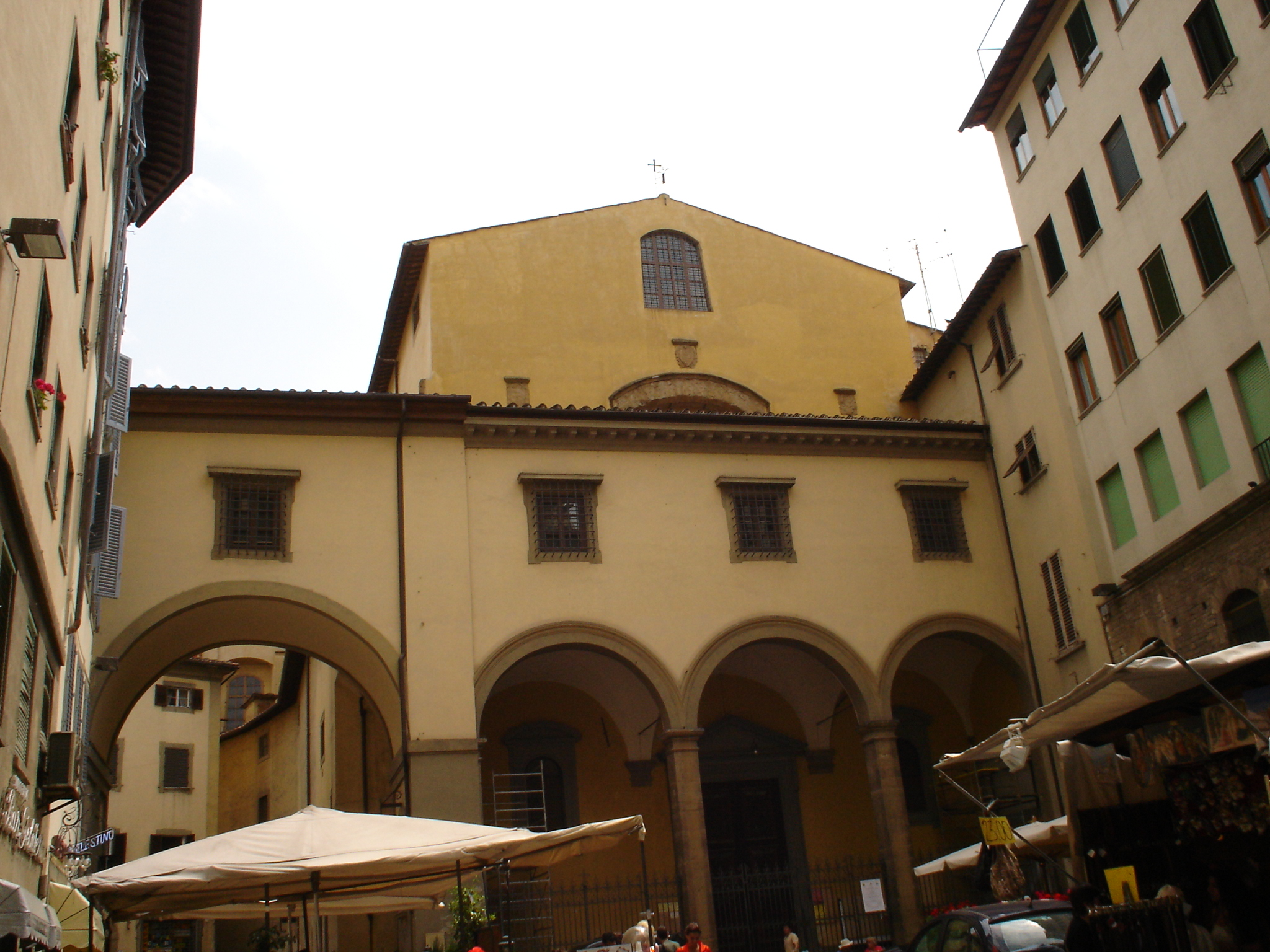
Passage devant l'église Santa Felicita.
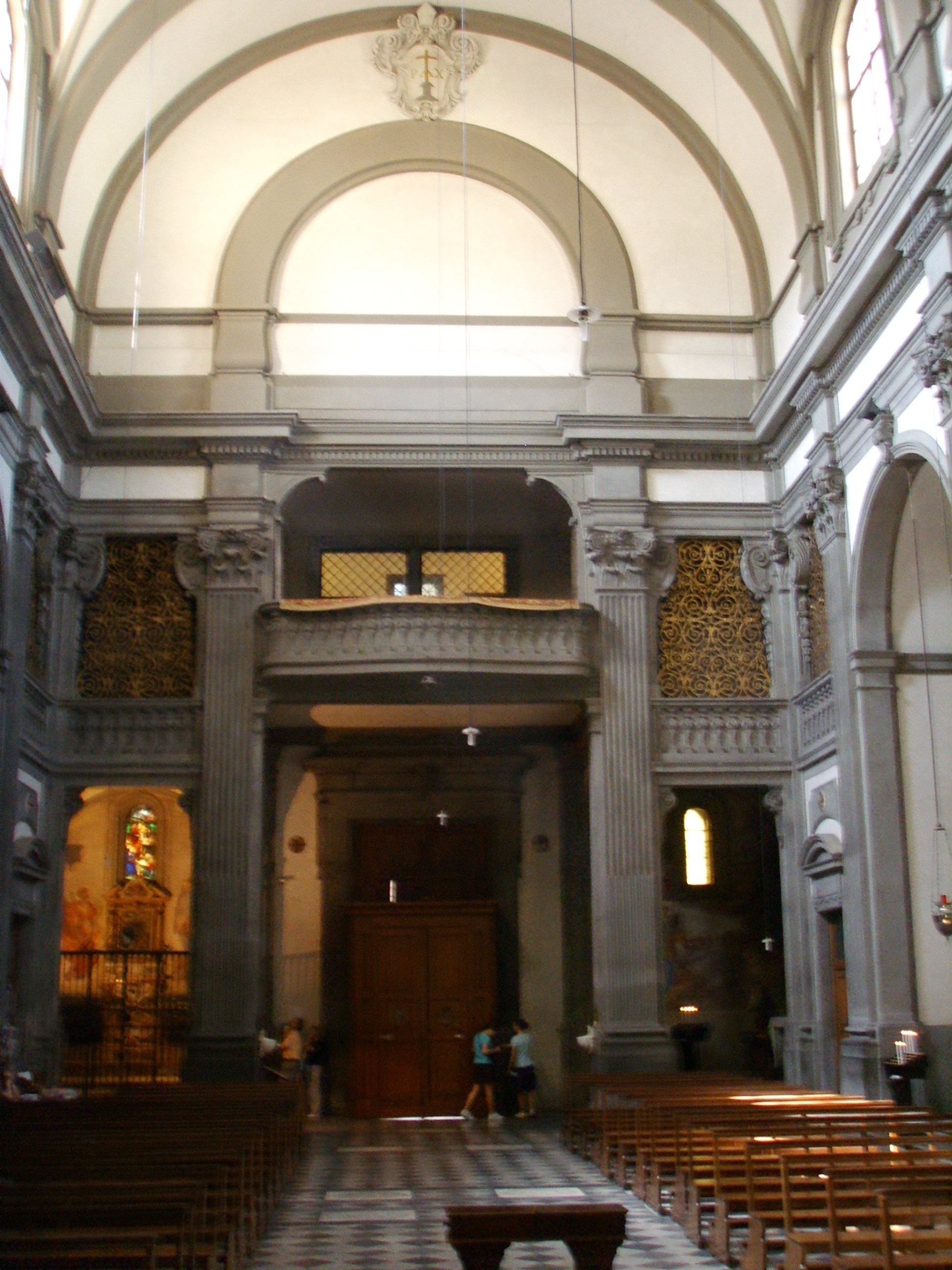
Balcon privé dans l'église.
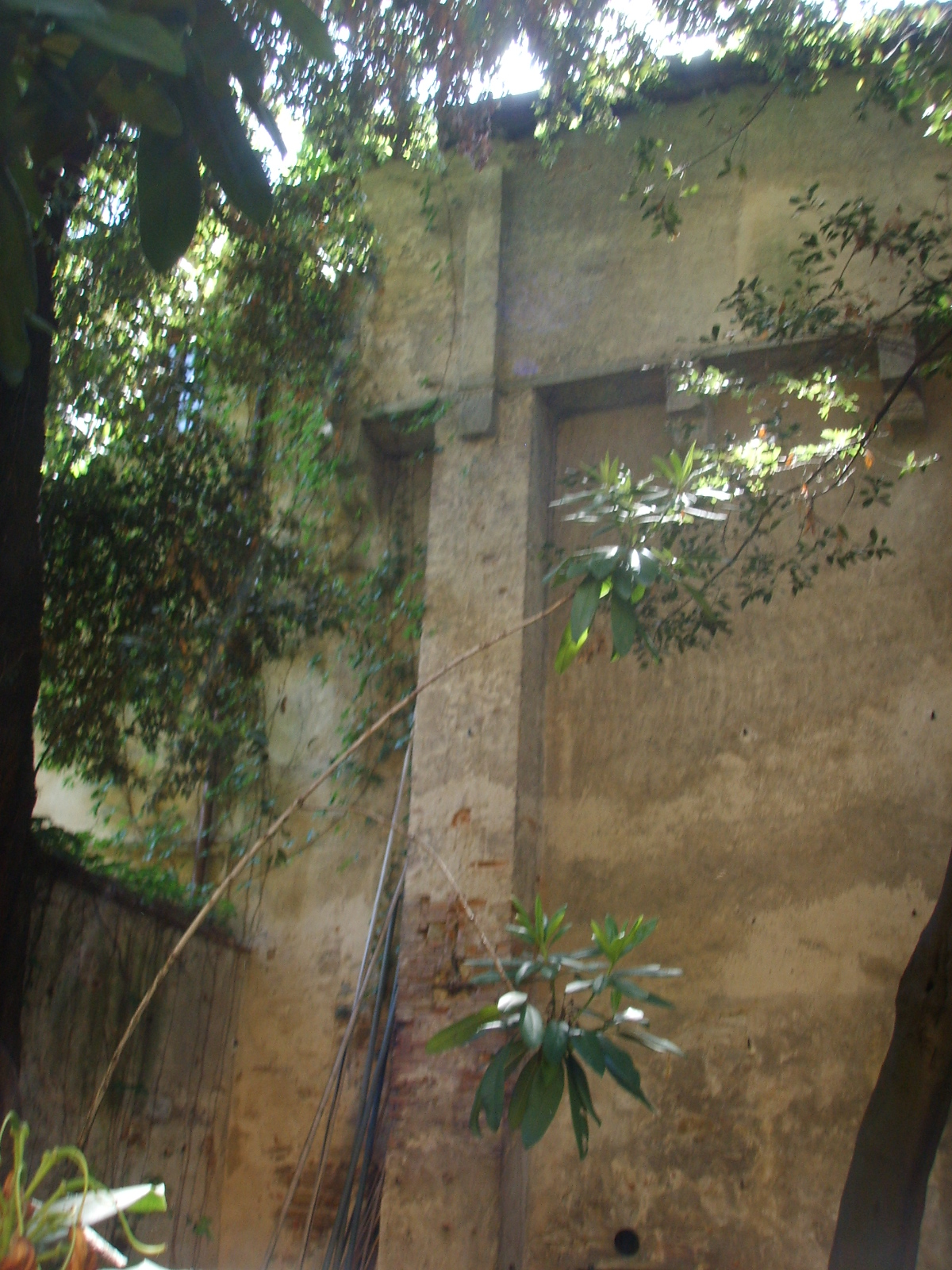
À l'arrière des palais de la via Guicciardini.
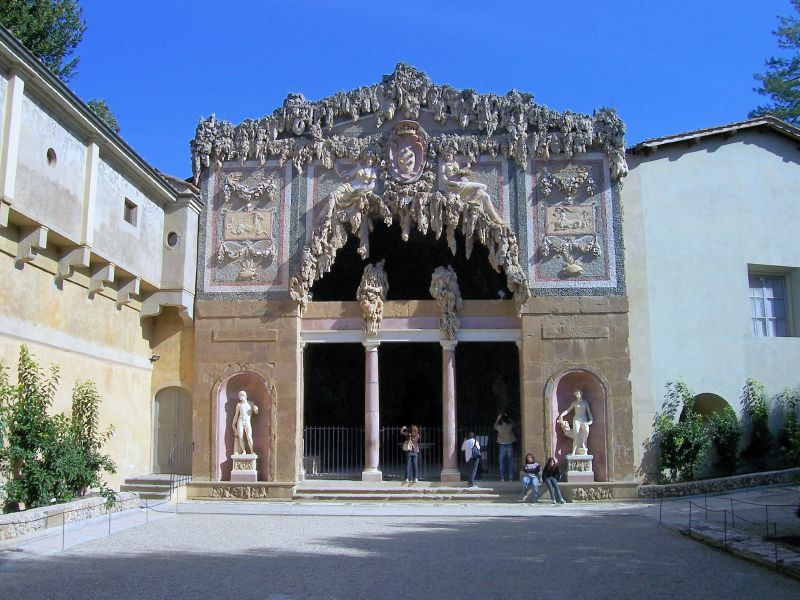
Passage au niveau de la grotte de Buontalenti.
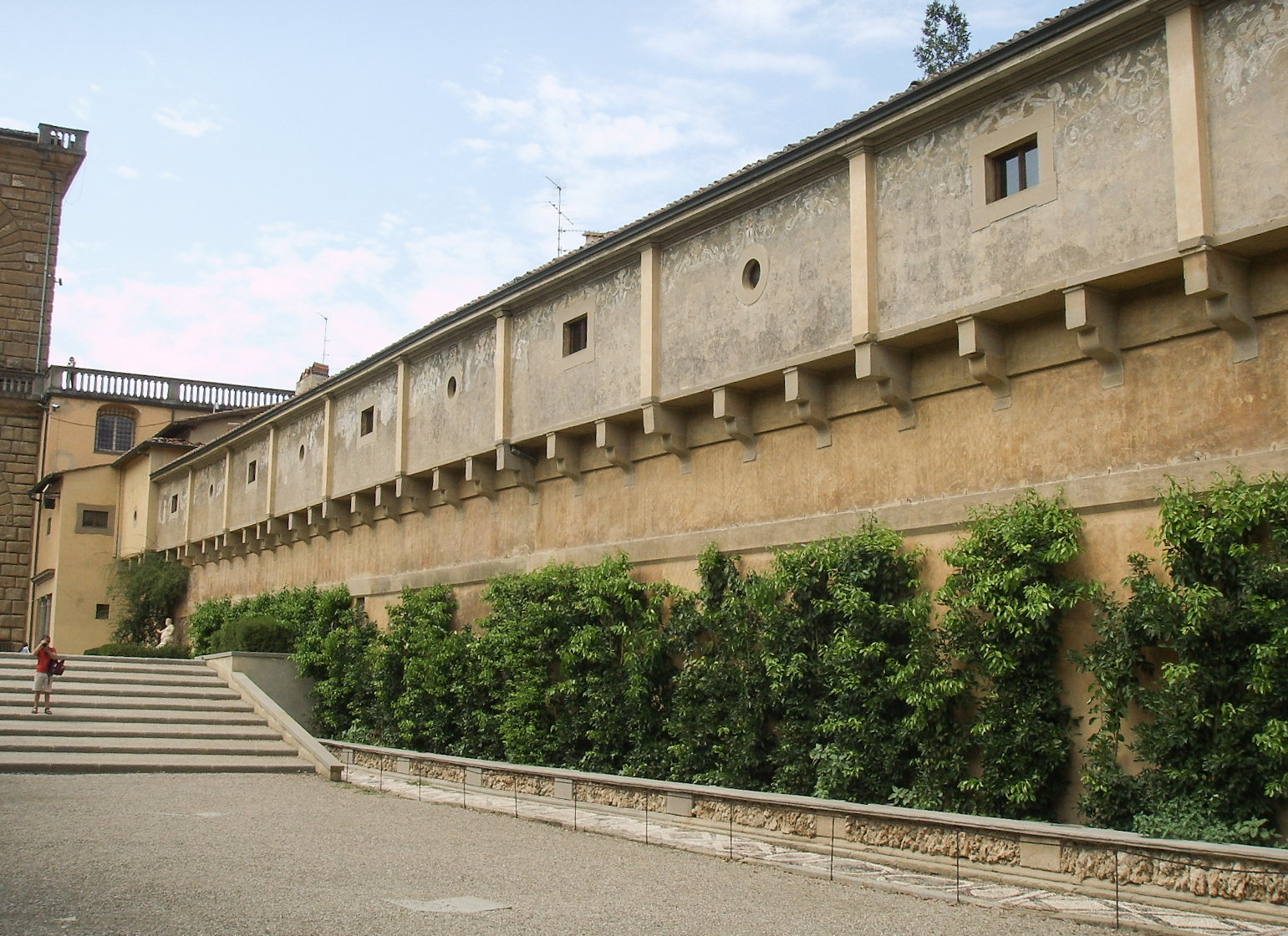
Arrivée au Palais Pitti.

## La galerie des autoportraits
Ceux, entre autres, de Alessandro Allori, Domenico Beccafumi, Arnold Böcklin, Léon Bonnat, Marc Chagall, Jean-Baptiste Camille Corot, Pierre de Cortone, Maurice Denis, Henri Fantin-Latour, Johannes Gump, Ingres, Charles Le Brun, Pál Szinyei Merse, Pierre Puvis de Chavannes, Rembrandt, Rubens, Diego Velasquez, Vittorio Matteo Corcos, Élisabeth Chaplin...

Quelques autoportraits.
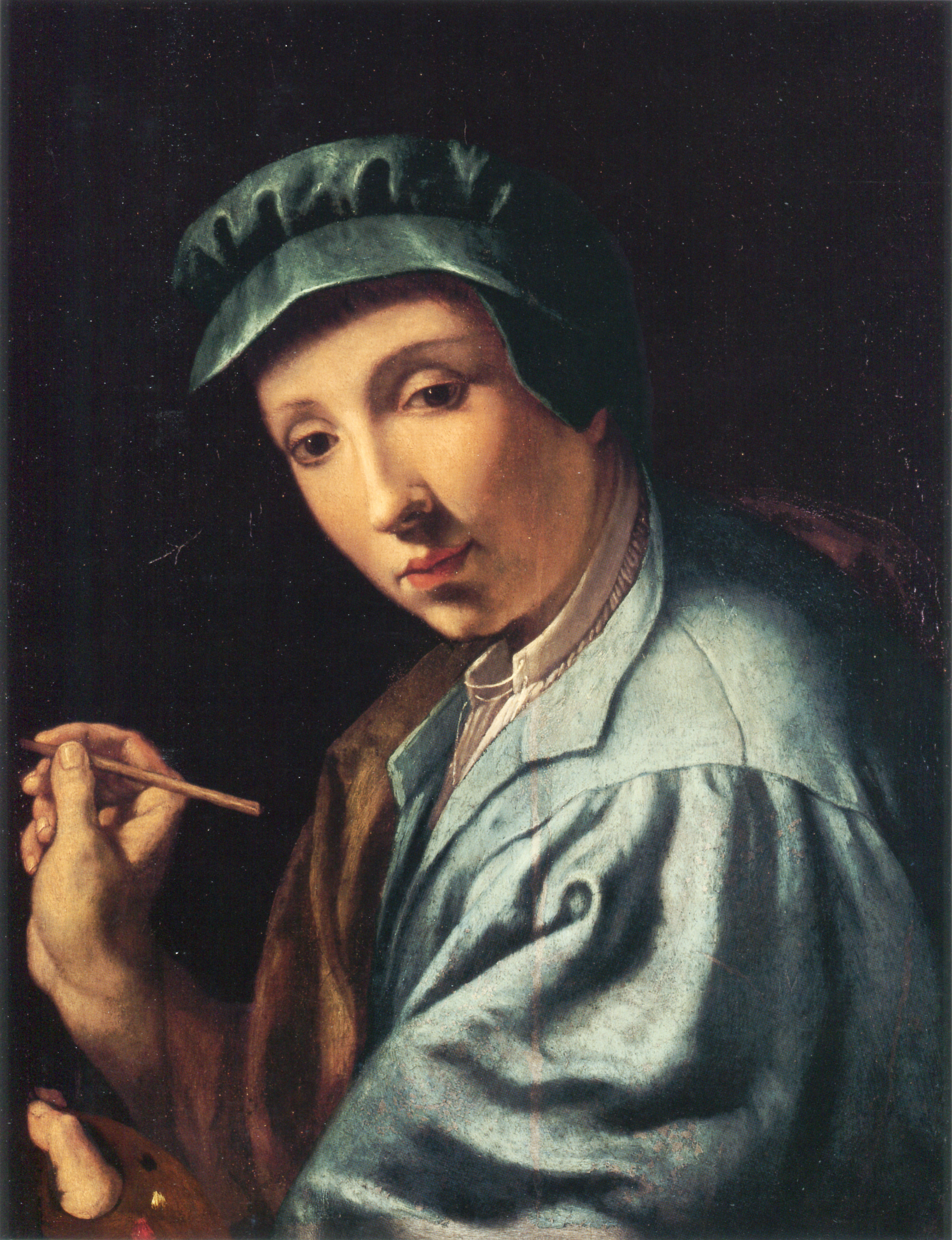
Alessandro Allori.
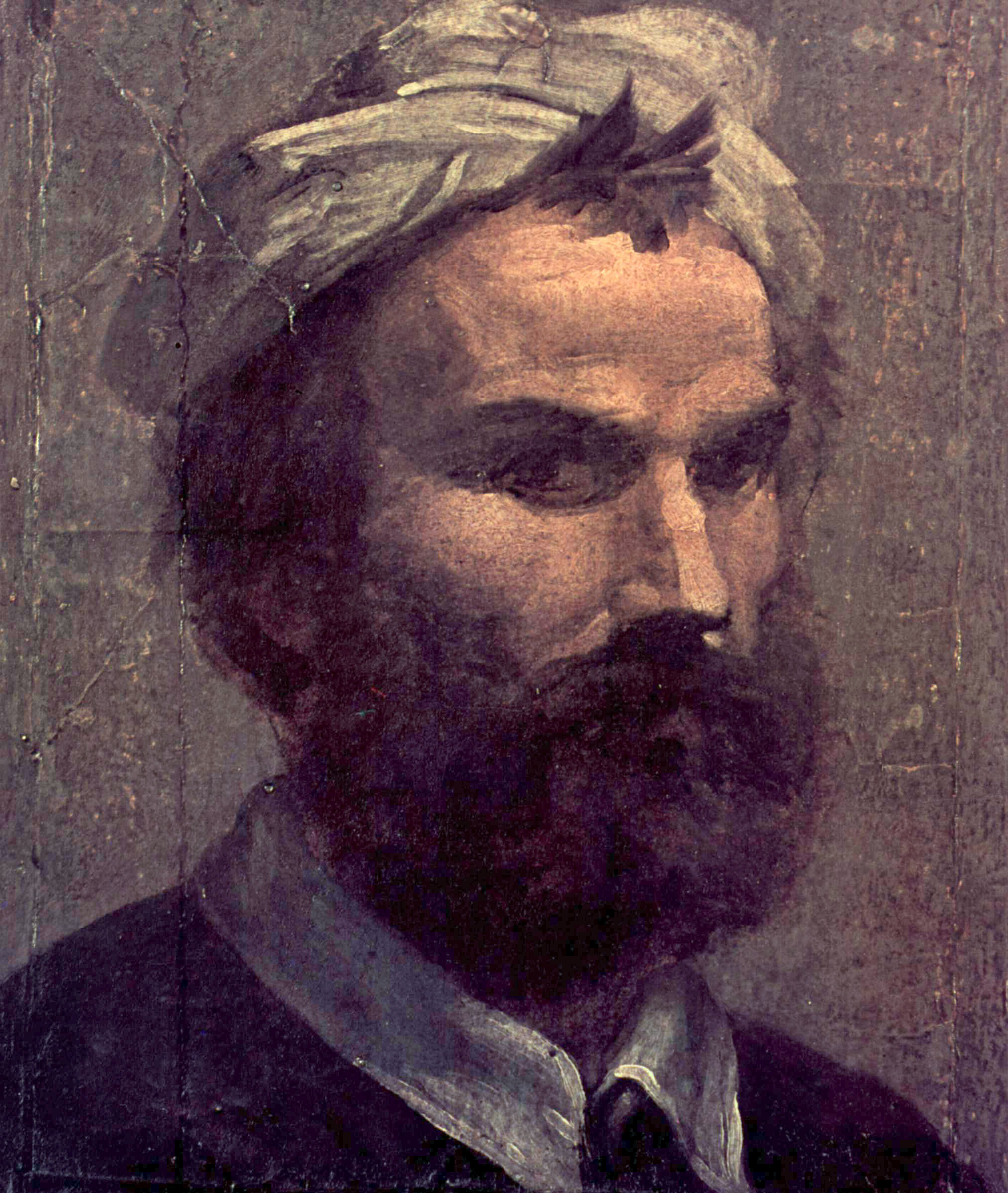
Domenico Beccafumi.
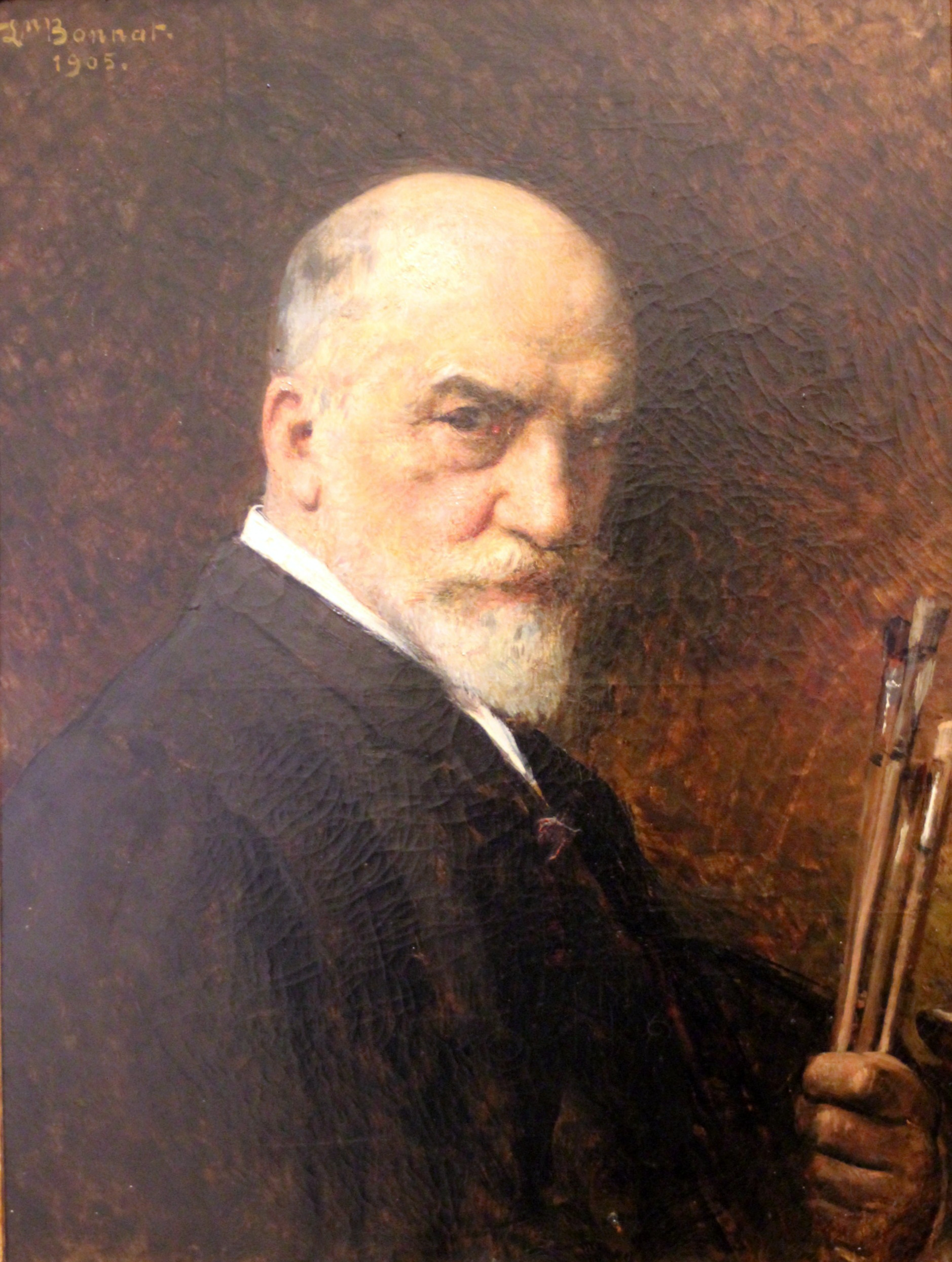
Léon Bonnat.

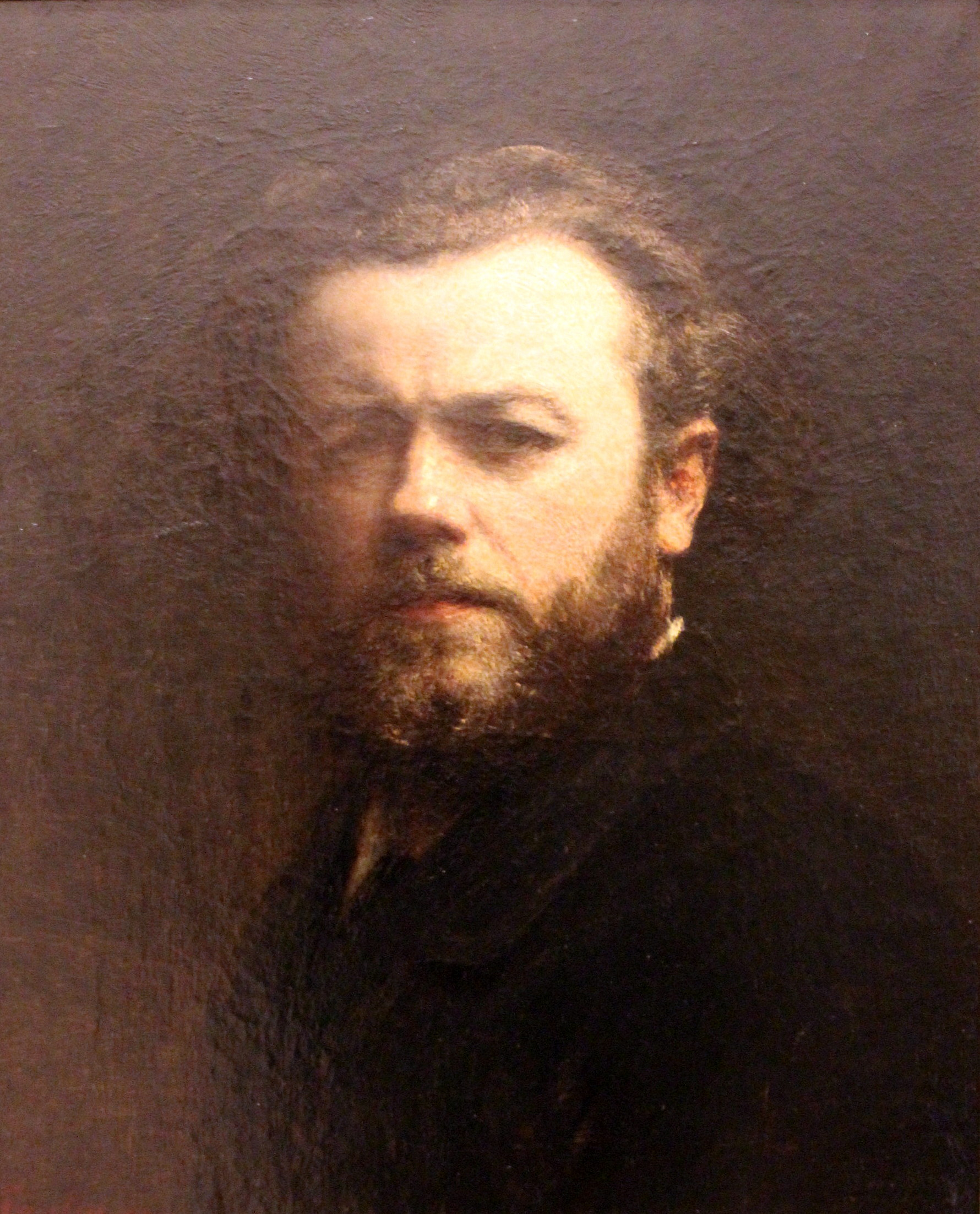
Henri Fantin-Latour.
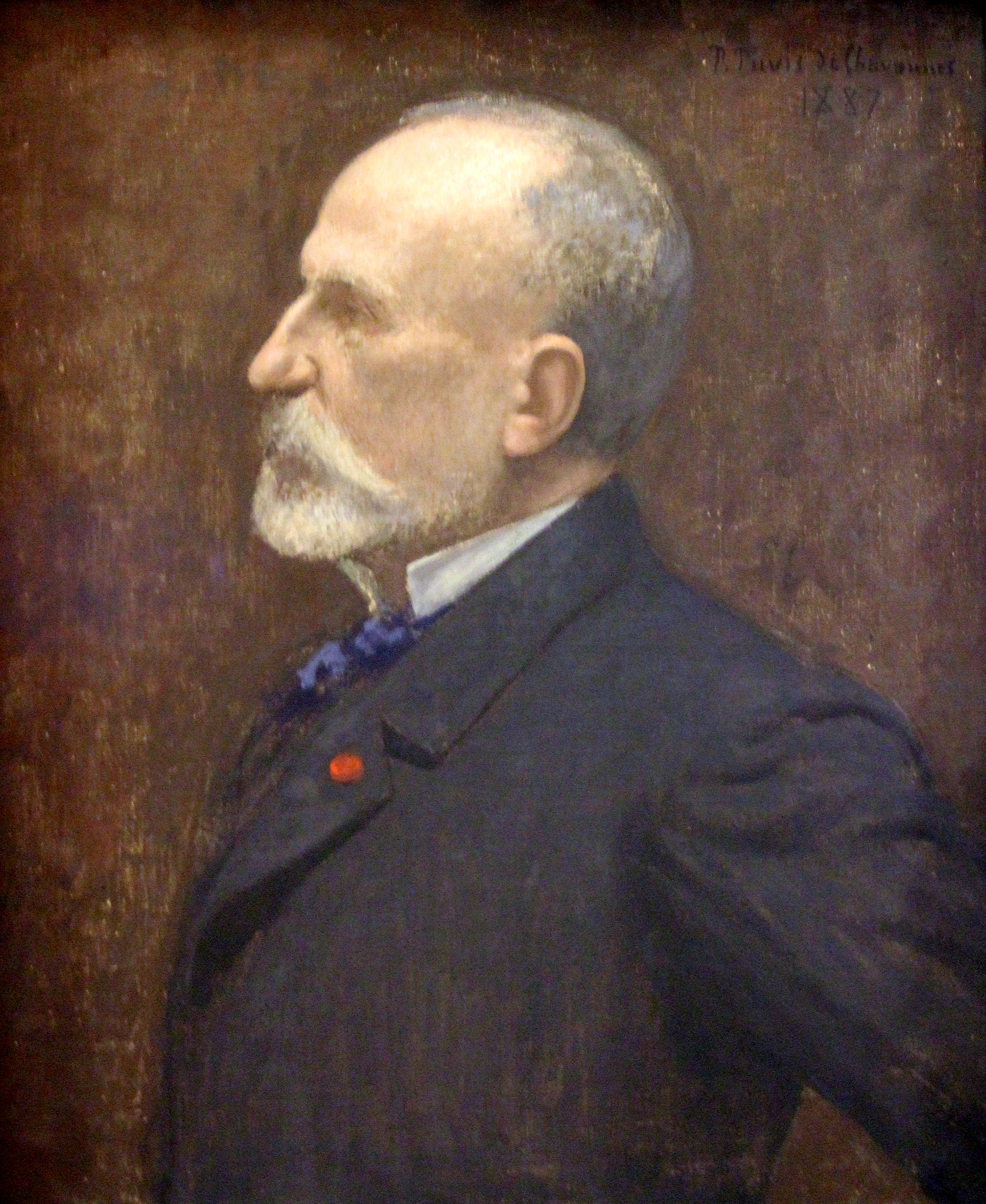
Pierre Puvis de Chavannes.
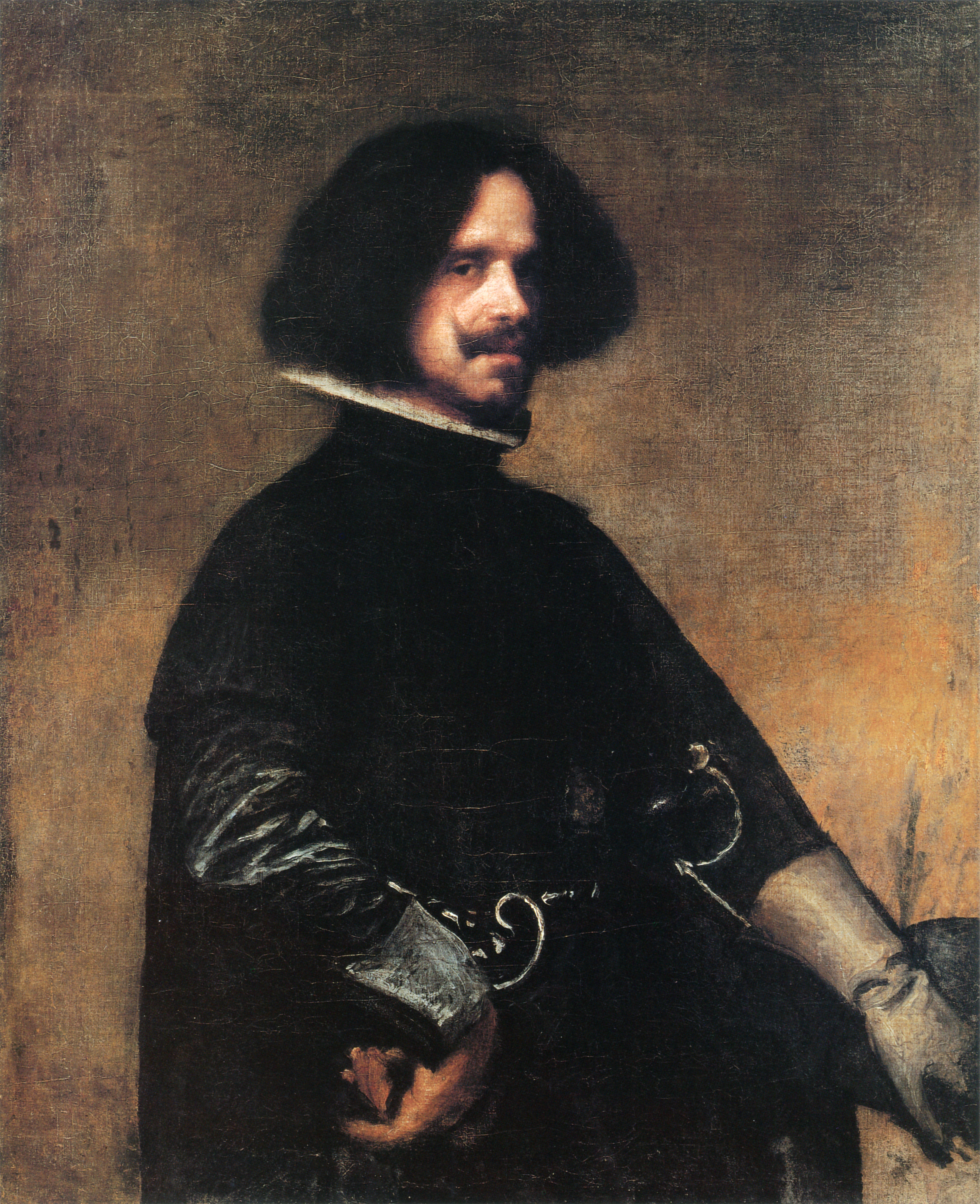
Diego Velasquez.
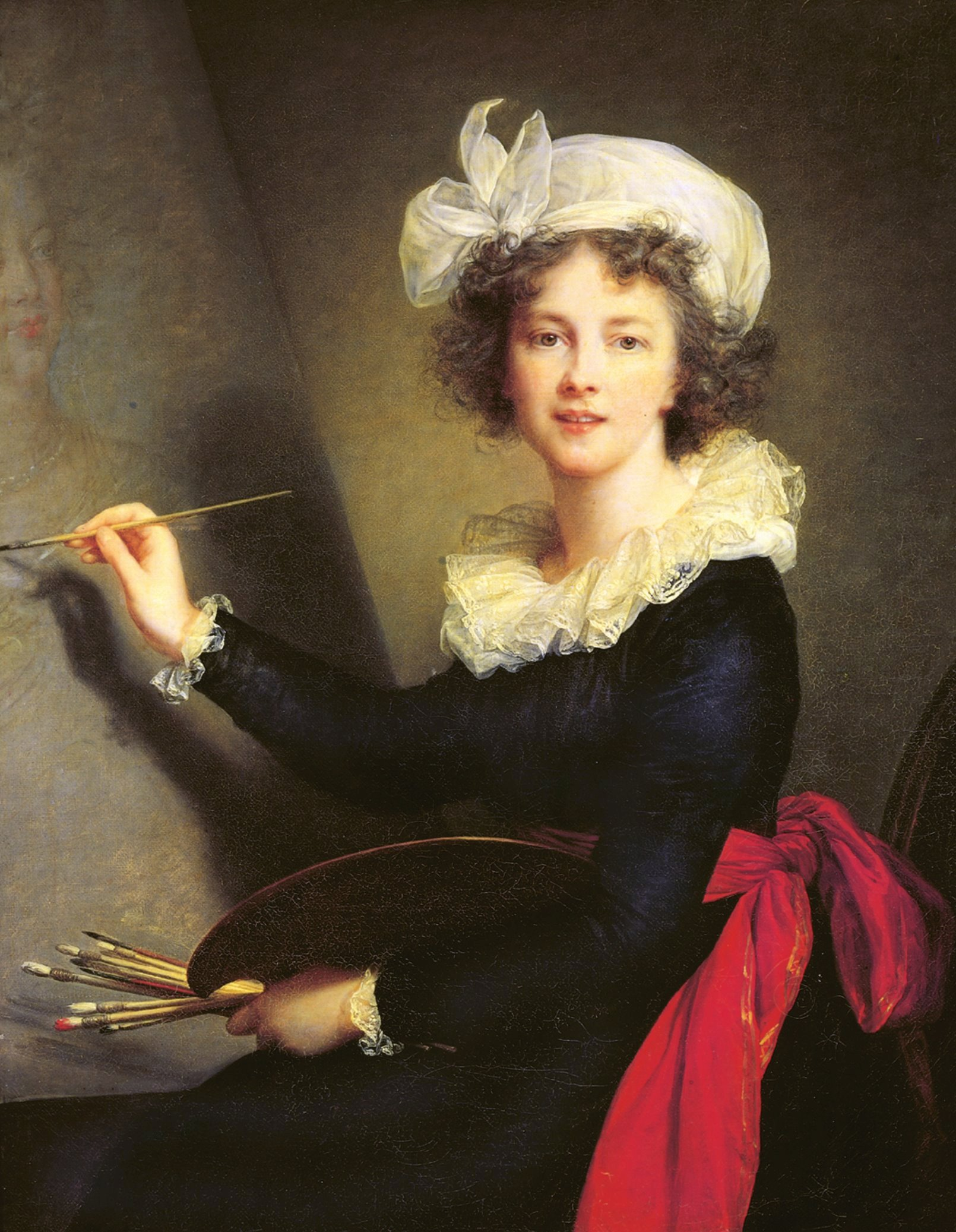
Élisabeth Vigée Le Brun.

## Galeries similaires dans l'Histoire
Autres galeries reliant deux bâtiments destinés à des gouvernants dans l'Histoire :
- Le Passetto di Borgo est un passage surélevé qui relie la cité du Vatican avec le Château Saint-Ange, à Rome. Il a été érigé en 1277 par le pape Nicolas III.
- Un passage secret de Troie, l'antique cité, entre le palais de Priam et celui d'Hector, mais celui de Vasari, dont il s'inspire, est aérien.
- Au palais des Tuileries de Paris, au début du XVIIe siècle, Henri IV décida de le relier au Louvre par une longue galerie[11] longeant la Seine, galerie dont l'amorce existait depuis quelques années. C'est ce que l'on appela le Grand Dessein. Cette Grande-Galerie ou Galerie du bord de l'eau (qui existe toujours) fut édifiée de 1607 à 1610 par Jacques Androuet du Cerceau.